# Kekkaishi - Professione acchiappademoni
Kekkaishi - Professione acchiappademoni (結界師?, Kekkaishi) è un manga creato da Yellow Tanabe, che è stato pubblicato settimanalmente sulla rivista Weekly Shōnen Sunday di Shogakukan dal 2003 fino al 2011 ed è giunto in Italia grazie a Panini Comics, che lo pubblica sulla collana Planet Manga dal 2006. Kekkashi ha vinto il 52º premio Shogakukan per i manga nella categoria shōnen nel 2007. Il 6 aprile 2011 è stato pubblicato in Giappone il capitolo 345, che conclude la storia.
La serie si basa su due storie autoconclusive della stessa Tanabe, pubblicate su due riviste differenti, che presentavano una vicenda simile ma personaggi diversi.
L'anime televisivo è stato realizzato nel 2006 da Sunrise, per un totale di 52 episodi, ed è attualmente inedito in Italia.

## Trama
Karasumori è un terreno sacro: si mormora che i demoni che riescono a entrarvi ottengano poteri inimmaginabili. Per evitarlo, esistono i Kekkaishi e Yoshimori Sumimura è uno di loro. La sua famiglia esercita da ventuno generazioni l'arte del Kekkai (結界? lett. "Barriera") per proteggere Karasumori dai demoni e lui non può sottrarsi a questo destino, per quanto vi sia riluttante. Assieme all'amica e rivale Tokine Yukimura, combatte giorno dopo giorno una battaglia che non gli va a genio. Qualcosa però sta per cambiare... cosa è davvero Karasumori? Qual è la verità che si nasconde in un terreno che sembra avere una propria volontà? 
La maledizione iniziata quattrocento anni prima sta per venire allo scoperto. A loro spese, Yoshimori e Tokine stanno per scoprire che i veri demoni non sono quelli che credevano.

## Media

### Manga
Il manga è stato scritto e disegnato da Yellow Tanabe e serializzato dal 7 maggio 2003 al 20 aprile 2011 sulla rivista Weekly Shōnen Sunday edita da Shogakukan. In seguito i vari capitoli sono stati raccolti in trentacinque volumi tankōbon pubblicati tra il 18 febbraio 2004 al 18 agosto 2011.
In Italia la serie è stata pubblicata da Panini Comics sotto l'etichetta Planet Manga dal 6 aprile 2006 al 7 giugno 2014 nella collana Manga Mix.

#### Volumi
| Nº | Data di prima pubblicazione | Data di prima pubblicazione | Data di prima pubblicazione | Data di prima pubblicazione |
| Nº | Giapponese                  | Giapponese                  | Italiano                    | Italiano                    |
| -- | --------------------------- | --------------------------- | --------------------------- | --------------------------- |
| 1  | 18 febbraio 2004            | ISBN 4-09-127061-1          | 6 aprile 2006               | —                           |
| 2  | 17 aprile 2004              | ISBN 4-09-127062-X          | 28 aprile 2006              | —                           |
| 3  | 18 giugno 2004              | ISBN 4-09-127063-8          | 8 giugno 2006               | —                           |
| 4  | 17 settembre 2004           | ISBN 4-09-127064-6          | 6 luglio 2006               | —                           |
| 5  | 18 novembre 2004            | ISBN 4-09-127065-4          | 11 ottobre 2007             | ISBN 978-88-8343-823-3      |
| 6  | 18 febbraio 2005            | ISBN 4-09-127066-2          | 13 dicembre 2007            | ISBN 978-88-8343-869-1      |
| 7  | 18 maggio 2005              | ISBN 4-09-127067-0          | 13 marzo 2008               | ISBN 978-88-8343-921-6      |
| 8  | 15 luglio 2005              | ISBN 4-09-127068-9          | 12 giugno 2008              | ISBN 978-88-6346-026-1      |
| 9  | 16 settembre 2005           | ISBN 4-09-127069-7          | 11 settembre 2008           | ISBN 978-88-6346-099-5      |
| 10 | 15 dicembre 2005            | ISBN 4-09-127070-0          | 4 dicembre 2008             | ISBN 978-88-6346-169-5      |
| 11 | 17 febbraio 2006            | ISBN 4-09-120107-5          | 22 marzo 2009               | ISBN 978-88-6346-262-3      |
| 12 | 18 maggio 2006              | ISBN 4-09-120378-7          | 24 maggio 2009              | ISBN 978-88-6346-300-2      |
| 13 | 15 settembre 2006           | ISBN 4-09-120630-1          | 29 luglio 2009              | ISBN 978-88-6346-373-6      |
| 14 | 16 ottobre 2006             | ISBN 4-09-120650-6          | 27 settembre 2009           | ISBN 978-88-6346-446-7      |
| 15 | 18 gennaio 2007             | ISBN 978-4-09-120878-1      | 13 dicembre 2009            | ISBN 978-88-6346-552-5      |
| 16 | 18 aprile 2007              | ISBN 978-4-09-121028-9      | 30 aprile 2010              | ISBN 978-88-6346-651-5      |
| 17 | 18 luglio 2007              | ISBN 978-4-09-121150-7      | 13 giugno 2010              | ISBN 978-88-6346-780-2      |
| 18 | 18 ottobre 2007             | ISBN 978-4-09-121205-4      | 12 settembre 2010           | ISBN 978-88-6346-859-5      |
| 19 | 12 gennaio 2008             | ISBN 978-4-09-121265-8      | 12 dicembre 2010            | ISBN 978-88-6589-001-1      |
| 20 | 18 aprile 2008              | ISBN 978-4-09-121348-8      | 31 luglio 2011              | ISBN 978-88-6589-360-9      |
| 21 | 11 luglio 2008              | ISBN 978-4-09-121429-4      | 10 settembre 2011           | ISBN 978-88-6589-439-2      |
| 22 | 17 ottobre 2008             | ISBN 978-4-09-121496-6      | 10 dicembre 2011            | ISBN 978-88-6589-576-4      |
| 23 | 16 gennaio 2009             | ISBN 978-4-09-121565-9      | 3 marzo 2012                | ISBN 978-88-6589-815-4      |
| 24 | 17 aprile 2009              | ISBN 978-4-09-121894-0      | 9 giugno 2012               | ISBN 978-88-6304-183-5      |
| 25 | 18 giugno 2009              | ISBN 978-4-09-122015-8      | 8 settembre 2012            | ISBN 978-88-6304-339-6      |
| 26 | 17 settembre 2009           | ISBN 978-4-09-121744-8      | 8 dicembre 2012             | ISBN 978-88-6304-580-2      |
| 27 | 18 dicembre 2009            | ISBN 978-4-09-122027-1      | 28 febbraio 2013            | ISBN 978-88-912-5368-2      |
| 28 | 18 febbraio 2010            | ISBN 978-4-09-122185-8      | 6 aprile 2013               | ISBN 978-88-912-5457-3      |
| 29 | 18 maggio 2010              | ISBN 978-4-09-122296-1      | 8 giugno 2013               | ISBN 978-88-912-5043-8      |
| 30 | 18 agosto 2010              | ISBN 978-4-09-122507-8      | 3 agosto 2013               | ISBN 978-88-912-5114-5      |
| 31 | 18 ottobre 2010             | ISBN 978-4-09-122626-6      | 12 ottobre 2013             | ISBN 978-88-912-5210-4      |
| 32 | 17 dicembre 2010            | ISBN 978-4-09-122717-1      | 13 dicembre 2013            | ISBN 978-88-912-5286-9      |
| 33 | 18 febbraio 2011            | ISBN 978-4-09-122783-6      | 15 febbraio 2014            | ISBN 978-88-912-5368-2      |
| 34 | 18 maggio 2011              | ISBN 978-4-09-122873-4      | 12 aprile 2014              | ISBN 978-88-912-5457-3      |
| 35 | 18 agosto 2011              | ISBN 978-4-09-123216-8      | 7 giugno 2014               | ISBN 978-88-912-5490-0      |

### Anime

Tokine, Hakubi, Madarao e Yoshimori nell'anime

Sunrise ha adattato il manga in un anime diretto da Kenji Kodama di 52 episodi, trasmesso dal 16 ottobre 2006 al 12 febbraio 2008 su Yomiuri TV. La serie animata non copre tutti gli eventi del manga, ma bensì meno della metà (precisamente fino al volume 13), in quanto al tempo della trasposizione esso era ancora in corso d'opera.

#### Episodi
| Nº | Giapponese 「Kanji」 - Rōmaji                             | In onda           | In onda |
| Nº | Giapponese 「Kanji」 - Rōmaji                             | Giapponese        |         |
| 1  | 「右腕の傷」 - Migi ude no kizu                           | 16 ottobre 2006   |         |
| 2  | 「良守と時音」 - Yoshimori to Tokine                      | 16 ottobre 2006   |         |
| 3  | 「美しき鬼使い」 - Utsukushiki onitsukai                  | 23 ottobre 2006   |         |
| 4  | 「彼女のトレジャー」 - Kanojo no torejā                   | 30 ottobre 2006   |         |
| 5  | 「お菓子な人間霊」 - Okashi na ningen rei                 | 6 novembre 2006   |         |
| 6  | 「烏森の宵桜」 - Karasumori no yoizakura                  | 13 novembre 2006  |         |
| 7  | 「最高のケーキ!」 - Saikō no kēki!                        | 20 novembre 2006  |         |
| 8  | 「良守な日々」 - Yoshimori na hibi                        | 27 novembre 2006  |         |
| 9  | 「危険な高校教師」 - Kiken na kōkō kyōshi                 | 4 dicembre 2006   |         |
| 10 | 「式神チョコバトル」 - Shikigami choko batoru             | 15 gennaio 2007   |         |
| 11 | 「鋼夜と斑尾」 - Kōuya to Madarao                         | 22 gennaio 2007   |         |
| 12 | 「妖犬斑尾封印」 - Yōken madarao fūin                     | 29 gennaio 2007   |         |
| 13 | 「夜行の頭領正守登場」 - Yagyō no tōryō, Masamori Tōjō    | 5 febbraio 2007   |         |
| 14 | 「正守のたくらみ」 - Masamori no Takurami                 | 12 febbraio 2007  |         |
| 15 | 「良守の野望」 - Yoshimori no yabō                        | 19 febbraio 2007  |         |
| 16 | 「無色沼のウロ様」 - Mushikinuma no Uro-sama              | 26 febbraio 2007  |         |
| 17 | 「それは神の領域」 - Sore wa kami no ryōiki               | 5 marzo 2007      |         |
| 18 | 「末っ子利守の日々」 - Suekko toshimori no hibi           | 12 marzo 2007     |         |
| 19 | 「白き羽の襲撃者」 - Shiroki hane no shūgekisha           | 16 aprile 2007    |         |
| 20 | 「不気味な監視者」 - Bukimi na kanshisha                  | 23 aprile 2007    |         |
| 21 | 「非情な転校生 志々尾限」 - Hijō na tenkōsei, Shishio Gen | 7 maggio 2007     |         |
| 22 | 「裏会からの使者」 - Urakai kara no shisha                | 14 maggio 2007    |         |
| 23 | 「狙われた正統継承者」 - Nerawareta seitō keishōsha       | 21 maggio 2007    |         |
| 24 | 「限と恋のアタック」 - Gen to koi no atakku               | 4 giugno 2007     |         |
| 25 | 「時音にイケメン」 - Tokine ni ikemen                     | 18 giugno 2007    |         |
| 26 | 「良守がいない夜」 - Yoshimori ga inai yoru               | 25 giugno 2007    |         |
| 27 | 「最高幹部十二人会」 - Saikō kanbu jūnininkai             | 2 luglio 2007     |         |
| 28 | 「黒芒楼の宣戦布告」 - Kokubōrō no sensenfukoku           | 9 luglio 2007     |         |
| 29 | 「呪力封じの魔方陣」 - Juryoku fūji no mahōjin            | 23 luglio 2007    |         |
| 30 | 「烏森の適任者」 - Karasumori no tekininsha               | 30 luglio 2007    |         |
| 31 | 「志々尾驚きの経歴」 - Shishio odoroki no keireki         | 6 agosto 2007     |         |
| 32 | 「強烈な亜十羅の試練」 - Kyōretsu na atora no shiren      | 13 agosto 2007    |         |
| 33 | 「急げ繁じい本気走り」 - Isoge Shige-jii honki-bashiri    | 20 agosto 2007    |         |
| 34 | 「卵から声 闇の誘い」 - Tamago kara koe: Yami no izanai   | 27 agosto 2007    |         |
| 25 | 「迫り来る黒芒楼」 - Semarikuru kokubōrō                  | 3 settembre 2007  |         |
| 36 | 「烏森炎上」 - Karasumori enjou                           | 10 settembre 2007 |         |
| 37 | 「志々尾限最後の戦い」 - Shishio Gen saigo no tatakai     | 10 settembre 2007 |         |
| 38 | 「それぞれの鎮魂」 - Sorezore no chinkon                  | 15 ottobre 2007   |         |
| 39 | 「烏森の謎」 - Karasumori no nazo                         | 22 ottobre 2007   |         |
| 40 | 「黒芒への道」 - Kurosusuki e no michi                    | 29 ottobre 2007   |         |
| 41 | 「特訓の日々」 - Tokkun no hibi                           | 5 novembre 2007   |         |
| 42 | 「夜行の面々」 - Yagyō no menmen                          | 12 novembre 2007  |         |
| 43 | 「暗雲の再来」 - An'un no sairai                          | 19 novembre 2007  |         |
| 44 | 「烏森の激戦」 - Karasumori no gekisen                    | 26 novembre 2007  |         |
| 45 | 「黒芒楼の人柱」 - Kokubōrō no hitobashira                | 3 dicembre 2007   |         |
| 46 | 「異界の迷路」 - Ikai no meiro                            | 10 dicembre 2007  |         |
| 47 | 「因縁の決着」 - Innen no ketchaku                        | 17 dicembre 2007  |         |
| 48 | 「崩れゆく城郭」 - Kuzureyuku jōkaku                      | 24 dicembre 2007  |         |
| 49 | 「哀しき妖花」 - Kanashiki yōka                           | 14 gennaio 2008   |         |
| 50 | 「最終決戦!」 - Saishū kessen!                            | 21 gennaio 2008   |         |
| 51 | 「良守と火黒」 - Yoshimori to Kaguro                      | 28 gennaio 2008   |         |
| 52 | 「黒芒楼の終焉」 - Kokubōrō no shūen                      | 11 febbraio 2008  |         |

## Videogiochi
Namco Bandai ha creato due giochi action della serie per Nintendo DS, Kekkaishi: Karasumori Ayakashi Kidan uscito il 24 maggio 2007 e Kekkaishi: Kokubourou Shuurai uscito il 20 marzo 2008.
È inoltre uscito nel dicembre 2007 un gioco per Wii intitolato Kekkaishi: Kokubōrō no Kage (結界師 黒芒楼の影? lett. "Kekkaishi: L'ombra dei Kokuboro").